# Екологічна геодинаміка
Екологічна геодинаміка — науковий напрямок (розділ)  екологічної геології, що досліджує морфологічні, ретроспективні і прогнозні завдання, пов'язані з вивченням впливу природних і антропогенних  геологічних процесів на біоту (живі організми) як з позицій оцінки можливих  катастроф, так і комфортності її проживання. Останнє стосується, як правило, людської спільноти.

## Ресурси Інтернету
- Стародубцев В. С. Экологическая геодинамика. — Воронеж, 2008.[недоступне посилання] — PDF